# 에머슨 스펜서

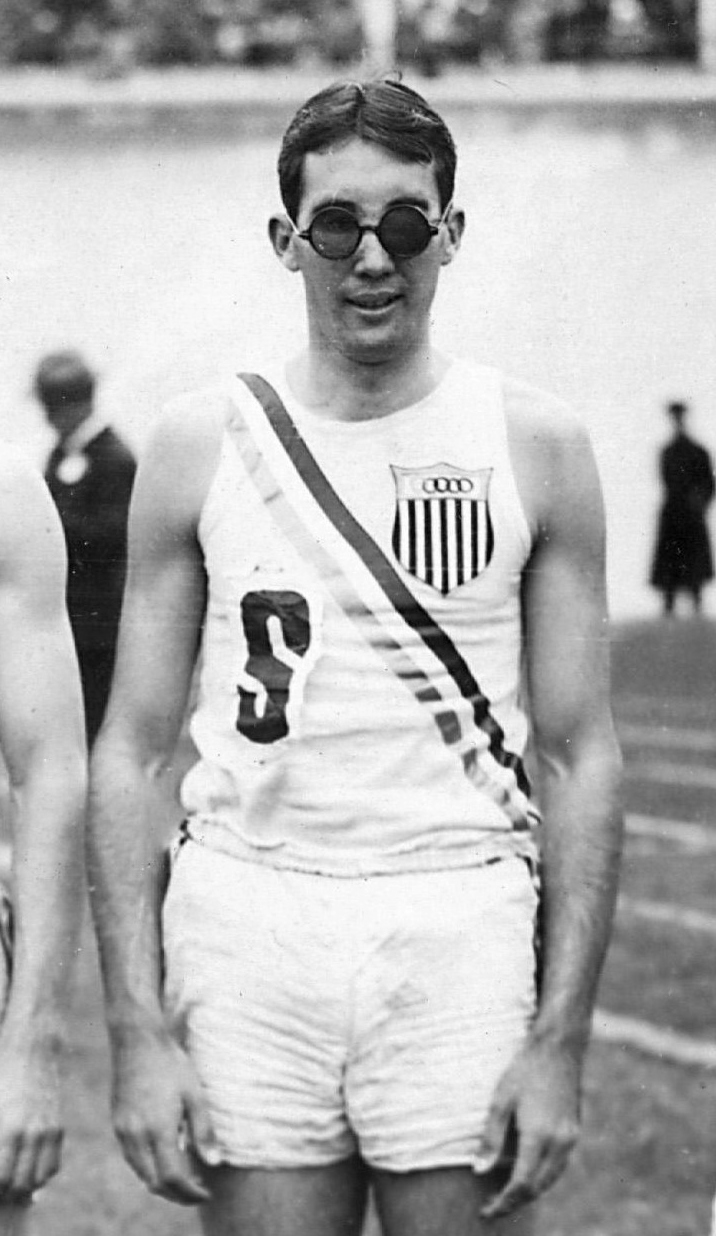

에머슨 레인 스펜서(Emerson Lane Spencer, 1906년 10월 10일 ~ 1985년 5월 15일)는 미국의 육상 선수로 1928년 암스테르담 올림픽에서 세계 기록을 깨고 1600m 릴레이 금메달을 획득하였다. 1주 후에 런던에서 1760 야드 릴레이에서 3분 13.4초의 다른 세계 기록을 세우는 데 도움을 주었다.
샌프란시스코에서 태어난 스펜서는 1926년 440 야드 허들 AAU 주니어 선수권을 우승하였다. 다음 해에 그는 NCAA 440 야드 종목을 그해에 세계에서 가장 빠른 시간인 47.7초로 우승하였다.
1928년 5월 그는 400m에서 47.0초의 세계 기록을 세웠으나, 올림픽 선발 시합에서 떨어져 이 종목에서 미국 팀을 위하여 선택되지 못하였다.
육상에서 은퇴한 후, 그는 샌프란시스코 뉴스의 스포츠 편집자로 일하다가 스탠퍼드 대학교의 육상 코치를 맡았다.
78세의 나이로 팰로앨토에서 사망하였다.